# Akwatia

Akwatia är en ort i södra Ghana. Den är huvudort för distriktet Denkyembour, och folkmängden uppgick till 22 331 invånare vid folkräkningen 2010. Betydande diamantbrytning sker i området runt Akwatia.